# Bildernas bedrägeri
Bildernas bedrägeri (franska: La Trahison des images) är en målning av konstnären René Magritte. Målningen föreställer en pipa med inskriptionen Ceci n'est pas une pipe (uttal) – "Detta är inte någon pipa". Detta verkar vara en motsägelse, men det är på ett sätt en sanning. Målningen är ingen pipa utan en målning av en pipa.
Michel Foucault skriver om målningen och dess paradox i sin bok Ceci n'est pas une pipe (1973).